# (21210) 1994 PA31
A (21210) 1994 PA31 egy kisbolygó a Naprendszerben. Eric Walter Elst fedezte fel 1994. augusztus 12-én.